# Holborn 9100
Holborn 9100 — персональний комп'ютер, представлений 1981 року невеликою нідерландською компанією Holborn, який розробив Г. А. Полак. Продано цих пристроїв зовсім мало, а 27 квітня 1983 року компанія Holborn збанкрутувала.
Базовий модуль 9100 — це сервер, а 9120 — термінал.

## Периферійні пристрої
- Жорсткий диск на 30 МБ
- Світлове перо